# Сьвенценін
Сьвенценін (пол. Święcienin) — село в Польщі, у гміні Радзілув Ґраєвського повіту Підляського воєводства.
Населення — 146 осіб (2011).
У 1975-1998 роках село належало до Ломжинського воєводства.

## Демографія
Демографічна структура станом на 31 березня 2011 року:
|          | Загалом | Допрацездатний вік | Працездатний вік | Постпрацездатний вік |
| -------- | ------- | ------------------ | ---------------- | -------------------- |
| Чоловіки | 86      | 8                  | 63               | 15                   |
| Жінки    | 60      | 9                  | 35               | 16                   |
| Разом    | 146     | 17                 | 98               | 31                   |